# Дикие земли

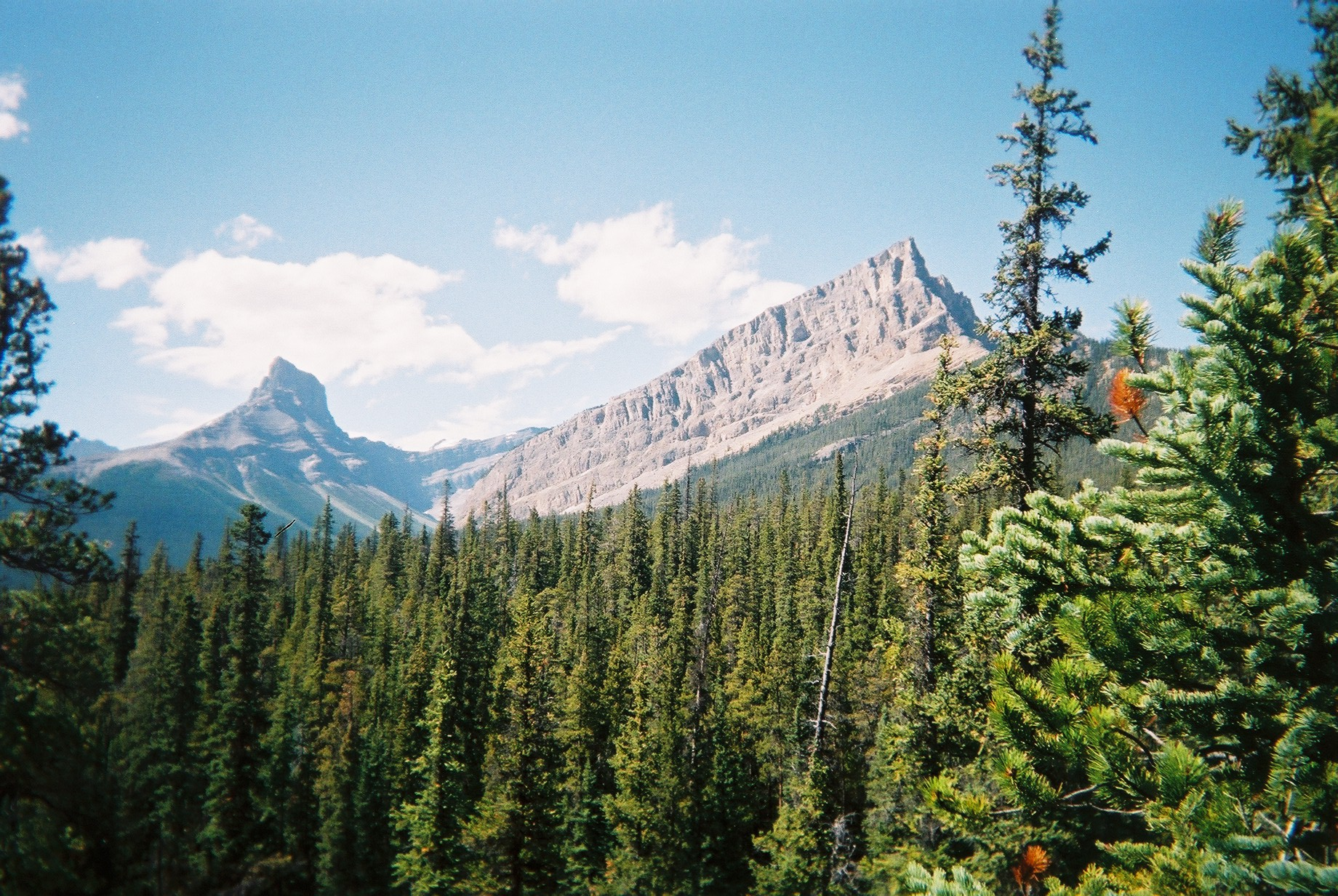
Заповедник «Уайт-Гоут» (Канадские Скалистые горы, Альберта, Канада)

Эта статья — о диких природных местах на Земле, которые не были изменены деятельностью человека. О вымышленной локации см. Дикая Земля; о фильме см. Дикая земля; об экологическом термине см. Дикая природа.
Ди́кие зе́мли (англ. Wilderness; во мн. ч. Wildlands; дословно Дикая местность, Дикие земли) — дикие природные места на Земле, которые не были существенно изменены деятельностью человека, или любые неурбанизированные зе́мли, не подвергающиеся экстенсивному сельскохозяйственному возделыванию, например, леса́, луга́, пастбищные угодья. Другое определение: территория, где земля и её живое сообщество не ограничены человеком, где сам человек — гость, который не остаётся.
Этот термин традиционно применяется к наземным «заповедникам», но не к морским. В мировом океане осталось ещё меньше дикой природы: только 13,2 % его свободно от интенсивной деятельности человека. Свежие карты дикой природы показывают, что она занимает примерно четверть земной поверхности, но быстро уменьшается в размерах в результате деятельности человека.
Правительства развитых стран принимают меры по сохранению таких «диких земель», для этого создаются заповедники, заказники, национальные леса, национальные парки; и даже небольшие природоохранные зоны в городских районах вдоль рек, ущелий или других неосвоенных человеком районов. Эти районы считаются важными для выживания определенных видов, биоразнообразия, экологических исследований, сохранения природы, уединения и отдыха.
Понятие Wilderness распространено только в англоязычной экологии и географии, на русский язык обычно передаётся в неточном значении как заповедник.

## История

### Античность и Средневековье
С точки зрения изобразительного искусства, природа и «дикие земли» были важными темами в различные эпохи мировой истории. Ранняя традиция ландшафтного искусства зародилась во времена династии Тан (618—907). Художники, писавшие в традиции шань-шуй (буквально: гора-вода), научились изображать горы и реки «с точки зрения природы в целом и на основе своего понимания законов природы… как будто увиденной глазами птицы».
На протяжении почти всей истории человечества бо́льшая часть земной поверхности была дикой, и внимание человека было сосредоточено на небольших заселённых им территориях. Первые известные законы о защите частей природы восходят к Вавилонской империи и Китайской империи. Ашока, великий царь Маурьев, определил первые в мире законы по защите флоры и фауны в эдиктах Ашоки в III веке до н. э. В Средние века короли Англии предпринимали попытки защитить дикую природу, впрочем, ими двигало желание иметь возможность охотиться в личных заказниках, а не желание защитить первозданную природу. Тем не менее, для того, чтобы иметь животных для охоты, им пришлось бы защищать дикую природу от простых охотников, а землю — от деревенских жителей, собирающих дрова.
Однако в европейских культурах на протяжении всего Средневековья дикая природа, как правило, не считалась достойной защиты, а скорее расценивалась негативно как опасное место и как моральный противовес царству культуры и благочестивой жизни. «…Считалось, что она была испорчена Грехопадением, превратившись в долину слёз, в которой люди были обречены доживать свой век…», «…Если рай был величайшим благом древнего человека, то дикая природа, как его антипод, была величайшим злом…»

### XV—XIX века
Северная Америка
Дикие земли рассматривались колонистами как зло из-за сопротивления их контролю. Пуританский взгляд на дикую природу означал, что для того, чтобы колонисты могли жить в Северной Америке, они должны были уничтожить эти дикие земли, чтобы освободить место для своего «цивилизованного» общества. Одним из первых шагов в этом направлении была вырубка деревьев. Широко использовались военные метафоры, описывающие дикие земли как «врага», а экспансия поселенцев была сформулирована как «завоевание дикой природы».
Людей, издавна живших в этих диких землях, считали дикарями. Отношения между коренными американцами и их «дикой» землёй были чем-то таким, чего колонисты не понимали и не пытались понять.
Прочий Западный мир
Идея о том, что дикая природа обладает внутренней ценностью, возникла в западном мире лишь в начале XIX века. Эту мысль передавали в своих картинах такие известные английские художники, как Джон Констебл и Уильям Тёрнер. До этого художники в основном писали религиозные сцены или людей. Стихи английского поэта Уильяма Вордсворта описывали чудеса мира природы, который раньше рассматривался как место, представляющее угрозу.
К середине XIX века в Германии «научная охрана природы», как её называли, выступала за «эффективное использование природных ресурсов посредством применения науки и техники».

### XX век — наши дни
В 1948 году был основан Международный союз охраны природы.
В 1961 году был основан Всемирный фонд дикой природы (WWF), он существует и поныне, превратившись в одну из крупнейших природоохранных организаций в мире.
Сильный сдвиг в представлении о дикой природе достиг апогея в США с принятием Закона о дикой природе 1964 года, который позволил выделить части национальных лесов США как «заповедники дикой природы». Позднее последовал ряд схожих законов, например, Закон о территориях дикой природы Востока США от 1975 года.
Число программ по сохранению «диких земель» растёт: в Канаде запущена Система сохранения бореальных лесов, по всему миру появляются проекты по защите тропических дождевых лесов.
Помимо WWF существуют и другие крупные организации той же направленности: Общество охраны дикой природы, фонд WILD, организация The Nature Conservancy («Охрана природы»), Международное общество сохранения природы, Общество дикой природы.
Исследование 2017 года утверждает, что на Земле (на суше) осталось около 23 % природы, которую можно назвать «дикой», то есть нетронутой человеком или затронутой незначительно. Влияние человека на дикую природу растёт увеличивающимися темпами, особенно это касается таких «диких земель», как дождевые леса Амазонки и Конго.

## Национальные парки
Создание национальных парков, начавшееся в XIX веке, сохранило некоторые особенно привлекательные и примечательные районы, но коммерция, образ жизни и отдых в сочетании с увеличением численности населения продолжали приводить к изменению человеком относительно нетронутых территорий.
Первый в мире национальный парк, Йеллоустонский, появился в США в 1872 году. В указе о его создании сказано: «…настоящим зарезервировано и изъято из заселения, аренды или продажи в соответствии с законодательством США, а также выделено в качестве общественного парка или места для увеселений на благо людей».
При создании национальных парков, жившие там коренные американцы насильственно выселялись, чтобы посетители могли наслаждаться дикой природой в отсутствие людей. Национальные парки рассматриваются как территории, нетронутые человеком (дикие земли), тогда как на самом деле люди жили здесь, пока не пришли поселенцы-колонисты и не вытеснили их со своих земель, чтобы создать национальные парки.
Второй в мире национальный парк, Королевский, появился в Австралии в 1879 году; примечательно то, что он находится отнюдь не в глуши, а всего в 32 км от Сиднея (самый большой и самый старый город страны).
В 1885 году первый национальный парк — «Банф» —появился в Канаде.
К 1920-м годам стали очень популярными путешествия по Северной Америке на поезде, чтобы познакомиться с «дикой природой» (часто рассматривая её только через окна).
Несмотря на одинаковое название, национальные парки Англии и Уэльса сильно отличаются от аналогичных парков других стран. Здесь парк может включать в себя довольно крупные поселения, может быть разрешено землепользование, а земля в пределах национального парка остаётся в основном в частной собственности.
В Германии не осталось земель, не тронутых человеком, поэтому там «дикими землями» называют национальные парки.

## По странам
В Финляндии существует двенадцать природоохранных территорий, именуемых Erämaa-alue (дикая местность), но при этом ни одна из них не является «строго охраняемым заповедником».
В Новой Зеландии существует девять природоохранных территорий, именуемых Wilderness Areas общей площадью более 400 км².
Согласно законам США, Wilderness должна занимать не менее 20 км². Деятельность человека в «диких землях» ограничена научными исследованиями и немеханизированным отдыхом; лошади разрешены, но механизированные транспортные средства и оборудование, такие как автомобили и велосипеды, — нет. Огромный вклад в создание первых «диких земель» внёс писатель, учёный, эколог, лесник и защитник окружающей среды Альдо Леопольд.
Площадь «диких земель» в США составляет около 435 000 км² (4,82 % от площади суши страны), их количество по данным 2023 года — 806 объектов. Подавляющее большинство (по площади) «диких земель» находятся на Аляске. Площадь этих заповедников варьируется от 22 км² (Пеликан-Айленд во Флориде) до 36 740 км² (Врангель — Сент-Элиас на Аляске).

## Критика
Многие известные писатели-натуралисты выступали (выступают) с критикой определения понятия «дикие земли». Уильям Кронон пишет, что то, что он называет этикой или культом дикой природы, может «научить нас пренебрежительно или даже презрительно относиться к таким скромным местам и впечатлениям», и что термин «дикая природа» «имеет тенденцию отдавать предпочтение одним частям природы в ущерб другим», используя в качестве примера «могучий каньон, более вдохновляющий, чем скромное болото». Также он утверждает, что страсть сохранять дикие земли «представляет серьёзную угрозу ответственному подходу к охране окружающей среды… это позволяет людям разрешать себе уклоняться от ответственности за ту жизнь, которую мы на самом деле ведём… в той мере, в какой мы живём в урбанистически-индустриальной цивилизации, но в то же время притворяемся перед самими собой, что наш настоящий дом находится в дикой природе».
Майкл Поллан утверждает, что «этика дикой природы заставляет людей отвергать районы, дикость которых менее абсолютна». В своей книге «Вторая природа» он пишет: «как только ландшафт перестает быть „девственным“, его обычно списывают как павший, потерянный для природы, безвозвратный».

## Галерея

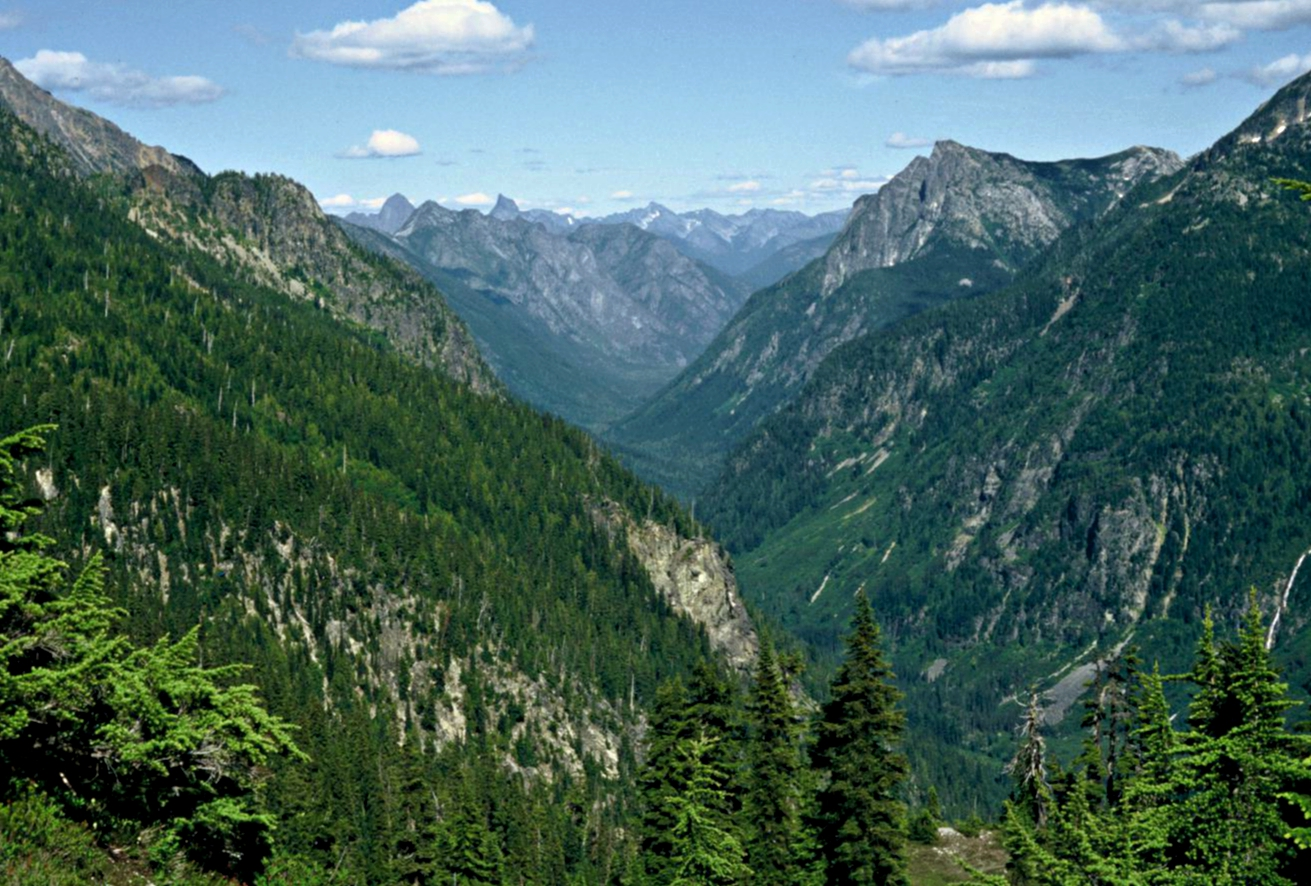
Заповедник «Стивен-Мэтер» в штате Вашингтон (США)
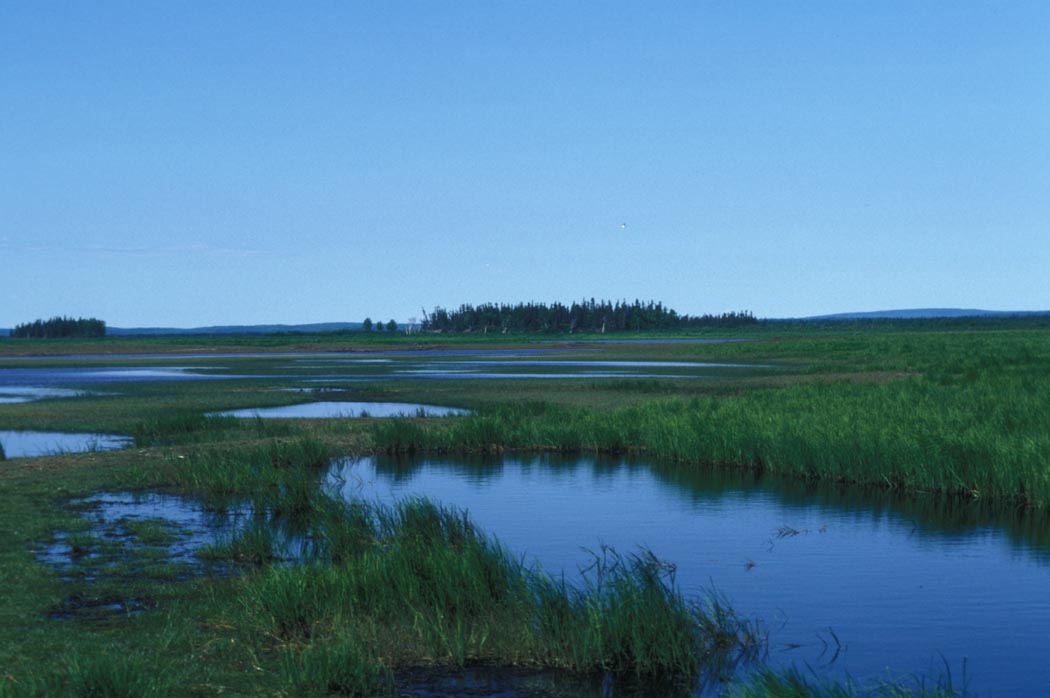
Заповедник «Инноко» на Аляске (США)
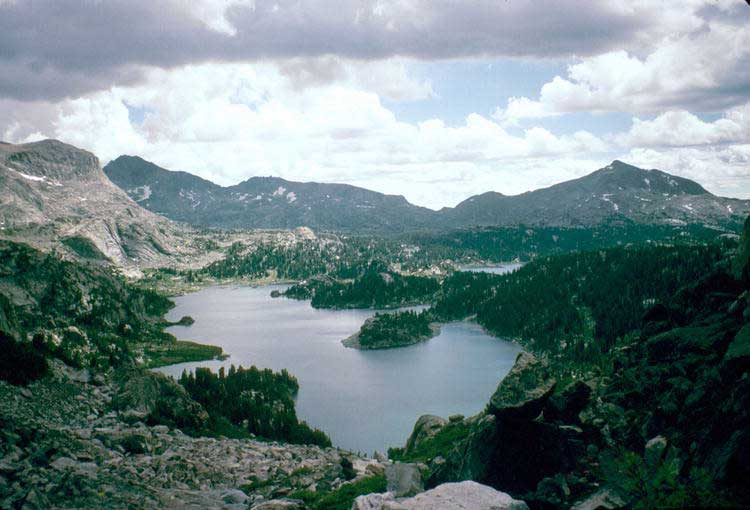
Озеро Кук в национальном лесу «Бриджер-Титон» в Вайоминге (США)
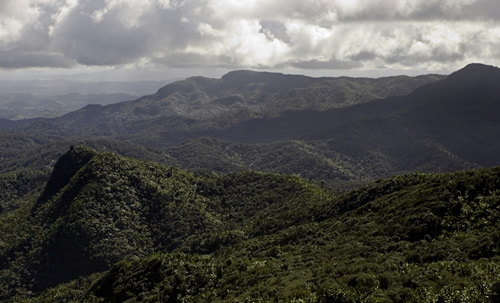
Заповедник «Эль-Торо» в Пуэрто-Рико
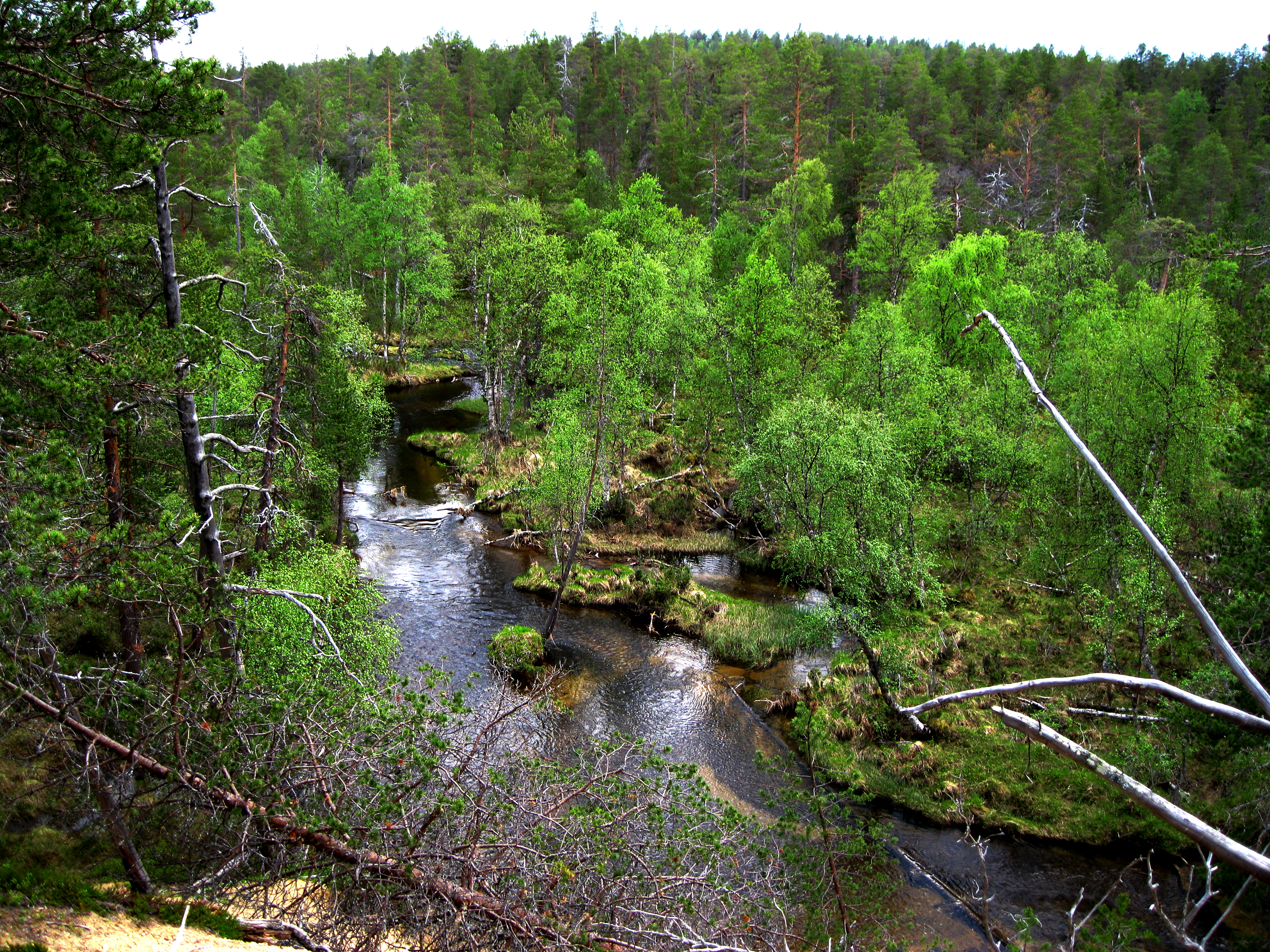
Заповедник «Тсармитунтури» в Финляндии
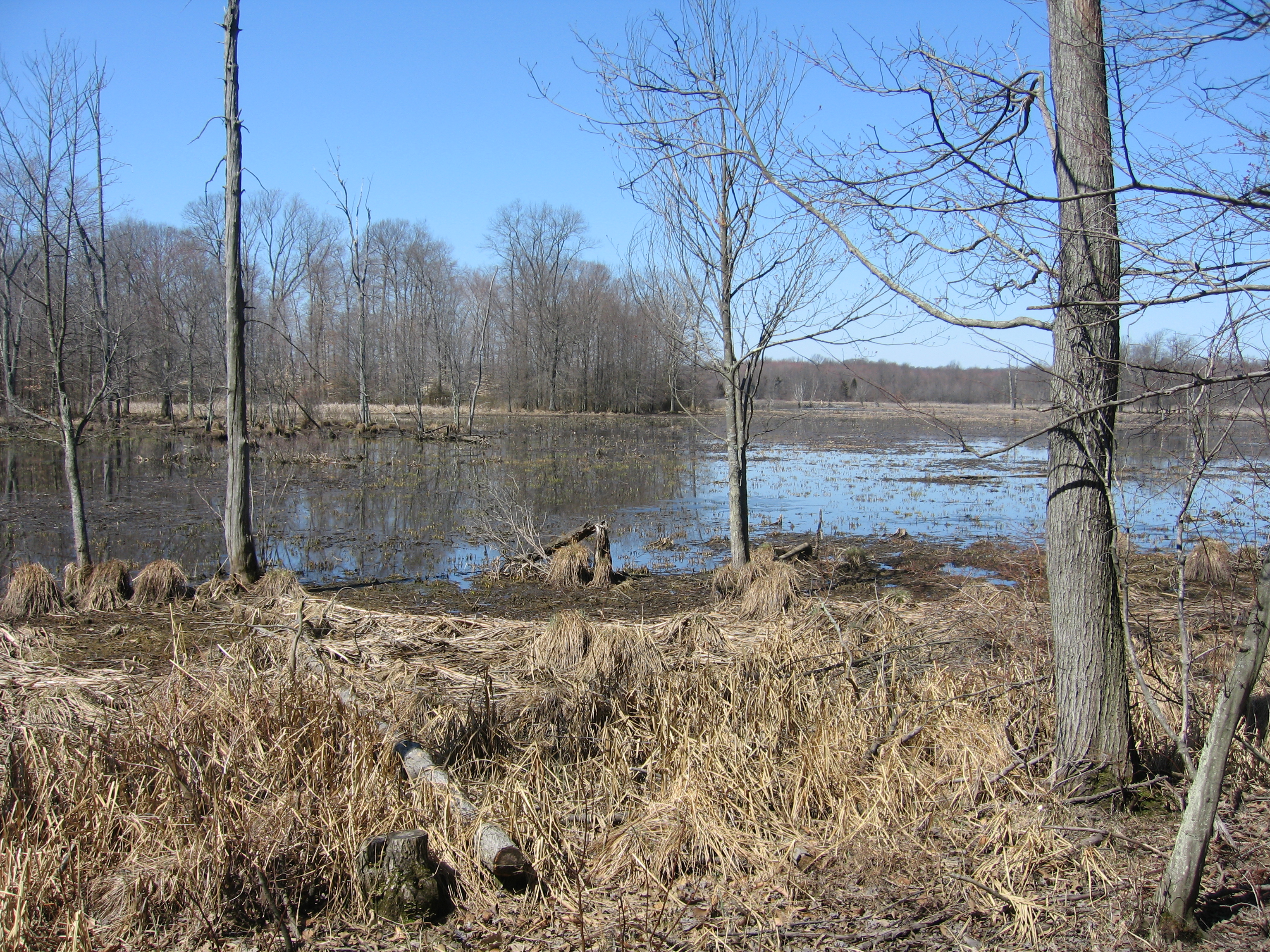
«Великое болото[англ.]» в Нью-Джерси — первая Wilderness в США, заповедник образован в 1960 году.
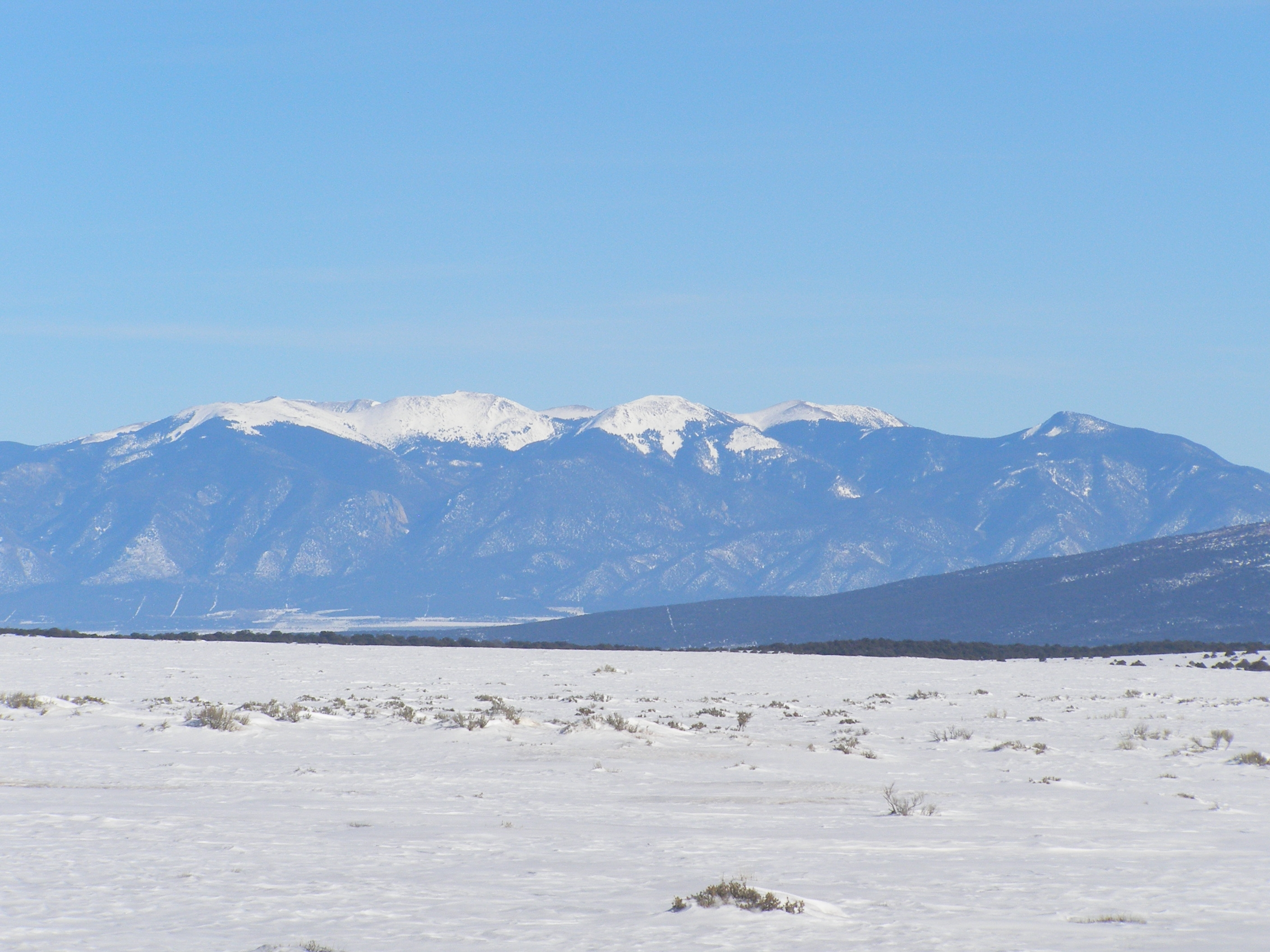
Заповедник «Латир-Пик» в Нью-Мексико (США)
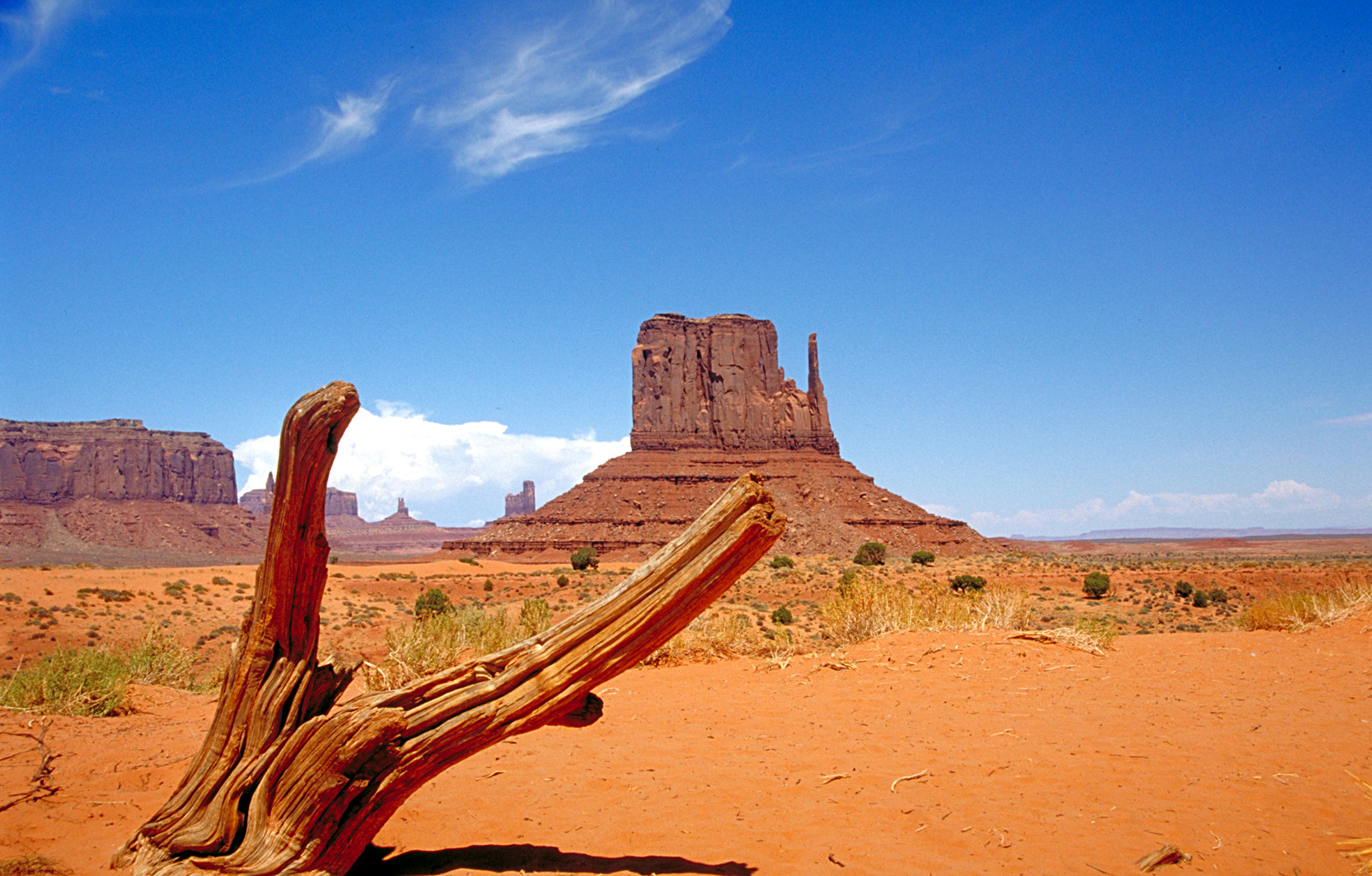
«Долина монументов» в Юте (США)

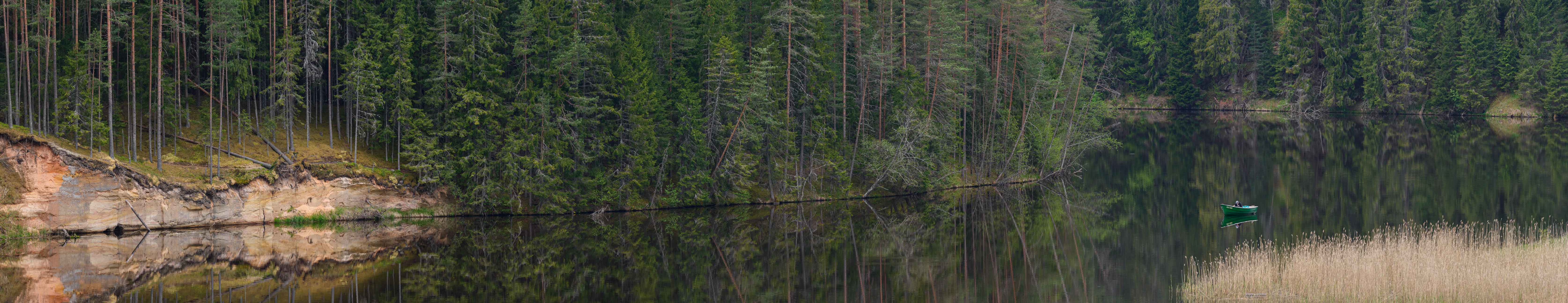
Река Ахья в Эстонии